# Родригес, Висенте (боксёр)
Висенте Родригес (исп. Vicente Rodríguez Royán, родился 20 июля 1954, Испания) — испанский боксёр-любитель, призёр чемпионата Европы (1973). Член олимпийской сборной Испании 1976 года. Чемпион Испании по боксу среди любителей и профессионалов (1979).

## Биография
Висенте Родригес — самый младший из трёх братьев-боксёров. В детстве переехал из Эстремадуры в Валенсию, там-же стал заниматься боксом под руководством своего старшего брата.
В 1973 году выиграл серебро чемпионата Европы по боксу в Белграде, проиграв в финале 5:0 опытному румынскому боксёру Константину Груиеску.
На Олимпийских играх 1976 в Монреале занял 9-е место в категории до 51 кг, проиграв в третьем круге боксёру из КНДР Йон Джо Уну.
В конце 1970-х и начале 1980-х годов выступал как профессионал, в 1979 году стал чемпионом Испании в легчайшем весе. В 1980 году проиграл итальянцу Валерио Нати матч за звание чемпиона Европы в легчайшем весе по версии ЕБС.